# MMANA
MMANA es un software de diseño de antenas gratuito para radioaficionados, inicialmente desarrollado por el radioaficionado japonés Makoto Mori, JE3HHT

## Historia

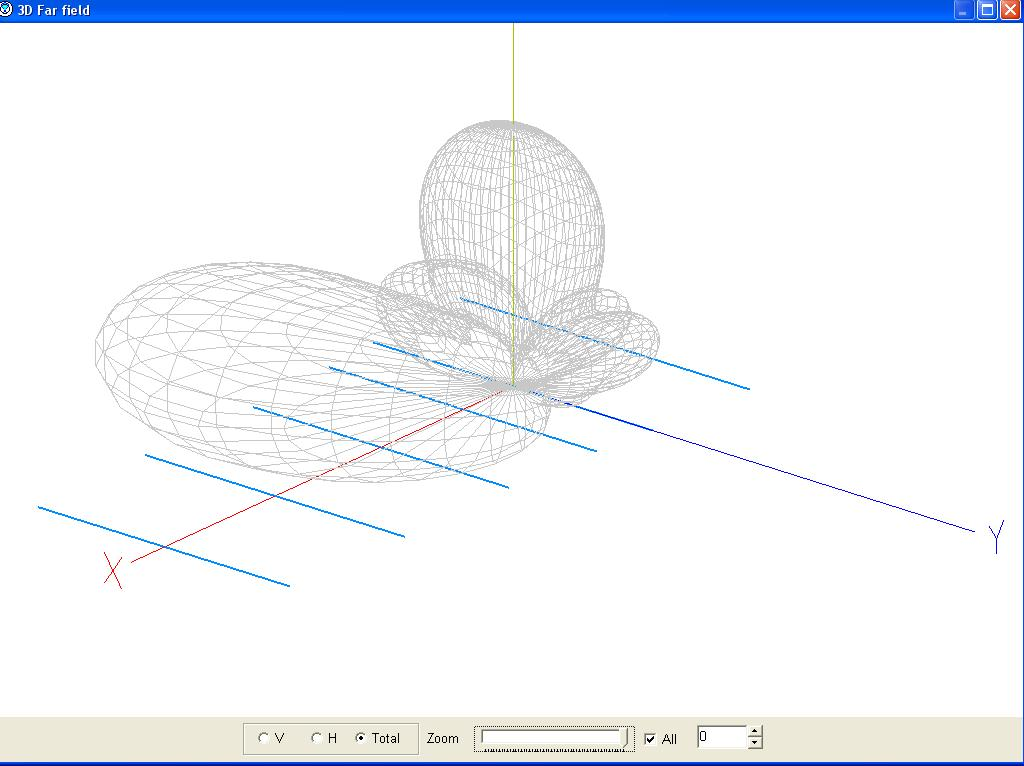
Diagrama tridimensional de campo lejano de una antena Yagi para la banda de radioaficionados de 10m, modelizada por MMANA.

MMANA fue inicialmente desarrollado por Makoto Mori, un radioaficionado japonés. Después de poner su programa en el dominio público, fue retomado por dos radioaficionados de Alemania, Alex Schewelew DL1PBD e Igor Gontcharenko, DL2KQ. 
Rebautizado como MMANA-GAL, ha sido traducido a varios idiomas: búlgaro, ruso, japonés, inglés, alemán, serbio, checo y español, este último por Valentin Alonso Gracia, EA4GG y Dimitri Agüero, F4DYT. Otros idiomas están en preparación, como el francés.

## Presentación técnica
MMANA-GAL funciona bajo Windows y no requiere máquinas sumamente potentes. 
Utiliza el método de los momentos, y es particularmente adaptado a antenas hechas de conductores rectilíneos sin necesidad de plano de masa, como las antenas Yagi o los dipolos, y sus evoluciones.

## Limitaciones
- MMANA sólo puede modelizar antenas compuestas de conductores rectilíneos. No se adapta bien a conductores hechos de superficies conductoras.
- MMANA sólo puede modelizar conductores desnudos. Cualquier antena diseñada según los cálculos de MMANA pero fabricada con conductores provistos de un revestimiento tendrá dimensiones mayores que las necesarias para la resonancia.
- MMANA ha mejorado el tratamiento de la tierra o masa, pero no funciona bien cuando un conductor está a pocos centímetros del suelo.

## MMANA en la Web
- Sitio Web MMANA (en inglés).

- Datos: Q5988297